# François Sagat
François Sagat, född 5 juni 1979 i Cognac, är en fransk skådespelare som medverkat i pornografisk film, men även i andra filmproduktioner.